# Liste kroatischer Exonyme für deutsche Toponyme
In dieser Liste werden Orten im deutschen Sprachraum (Städte, Flüsse, Inseln etc.) die Bezeichnungen gegenübergestellt, die im Kroatischen üblich sind. 

## B
- Bavarski Gradec: Graz
- Beč: Wien
- Bocen: Bozen

## D
- Dražđane: Dresden

## F
- Frankfurt na Majni: Frankfurt am Main
- Frankonija: Franken

## I
- Inomost: Innsbruck

## L
- Lipsko: Leipzig

## N
- Niuzal: Neusiedl am See

## S
- Solnograd: Salzburg
- Spittal na Dravi: Spittal an der Drau